# Гран-при Италии 2020 года
Гран-при Италии 2020 года (итал. Formula 1 Gran Premio Heineken d'Italia 2020) — автогонка Формулы-1, которая состоялась 4—6 сентября на Национальном автодроме Монца в Монце, Италия. Гонка стала восьмым этапом чемпионата мира Формулы-1 2020 года.
Гонку выиграл Пьер Гасли из AlphaTauri, который одержал свою первую победу в Формуле-1 и стал первым французским гонщиком Формулы-1, выигравшим гонку с тех пор, как Оливье Панис выиграл Гран-при Монако 1996 года (предыдущая первая победа — Шарль Леклер, Гран-при Бельгии 2019 года; следующая первая победа — Серхио Перес, Гран-при Сахира 2020 года). Гасли начал гонку десятым, но завоевал позиции благодаря своевременному пит-стопу перед машиной безопасности, посланной из-за сломанной машиной Кевина Магнуссена. Льюис Хэмилтон, который лидировал в гонке до этого момента, получил штраф за выход на пит-лейн, когда он был закрыт, передав преимущество Гасли, который защищался от Карлоса Сайнса-младшего из McLaren на заключительной стадии гонки. Лэнс Стролл из Racing Point завершил гонку на подиуме. Это была первая гонка после Гран-при Венгрии 2012 года, в которой на подиуме не присутствовал гонщик Red Bull, Mercedes или Ferrari, и первая гонка, в которой гонщик из этих команд не выигрывал после Гран-при Австралии 2013 года.
Это был первый случай проведения двух стартов с места после Гран-при Бельгии 2001 года после изменения правил 2018 года, разрешающего перезапуск с места после красного флага.
Эта гонка стала последней для Клэр Уильямс и Фрэнка Уильямса, поскольку они покинули свои позиции в Williams Racing.

## Подготовка

### Воздействие пандемии COVID-19
Пандемия COVID-19 сильно повлияла на первые раунды чемпионата 2020 года. Несколько Гран-при были отменены или отложены после прерванного открытия раунда в Австралии, что побудило Международную автомобильную федерацию разработать новый календарь. Однако это изменение не повлияло на Гран-при Италии, и он сохранил свою первоначальную дату.

### Участники
Гонщики и команды были такими же, как и в списке участников сезона, без дополнительных заменяющих гонщиков для гонки. Рой Ниссани поехал за Уильямс на первой тренировке, заменив Джорджа Рассела.

### Шины
Pirelli привезли следующие составы шин: С2, С3 и С4, которые будут использоваться в роли Hard, Medium и Soft соответственно.
| Маркировка шин                                    | Маркировка шин | Маркировка шин | Погодные условия | Использование | Тип           | Долговечность               | Сцепление с трассой         |
| Заводская                                         | На гонку       | Цветовая       | Погодные условия | Использование | Тип           | Долговечность               | Сцепление с трассой         |
| ------------------------------------------------- | -------------- | -------------- | ---------------- | ------------- | ------------- | --------------------------- | --------------------------- |
| Supersoft                                         | Soft (C4)      |                | Сухая трасса     | Обязательное  | Мягкий        | Малая                       | Высокое                     |
| Soft                                              | Medium (C3)    |                | Сухая трасса     | Обязательное  | Средний       | Средняя                     | Среднее                     |
| Medium                                            | Hard (C2)      |                | Сухая трасса     | Обязательное  | Жесткий       | Высокая                     | Малое                       |
| Intermediate                                      | Intermediate   |                | Влажная трасса   | По выбору     | Промежуточный | Зависит от погодных условий | Зависит от погодных условий |
| Wet                                               | Wet            |                | Мокрая трасса    | По выбору     | Дождевой      | Зависит от погодных условий | Зависит от погодных условий |
| В Pirelli объявили составы на первые восемь гонок |                |                |                  |               |               |                             |                             |

Все гонщики получат заранее установленный одинаковый набор: 2 комплекта Hard, 3 комплекта Medium и 8 комплектов Soft.

### Изменения в правилах
Перед гонкой руководящий орган, Международная автомобильная федерация, издала техническую директиву, запрещающую специальные режимы двигателя для квалификационных соревнований начиная с Гран-при Италии. Изначально запрет был запланирован на Гран-при Бельгии 2020 года, но был отложен на одну гонку.

## Свободные заезды
Первая тренировка была ненадолго прервана, когда Макс Ферстаппен разбился на шикане Аскари. Сессия закончилась тем, что Валттери Боттас был самым быстрым, опередив товарища по команде Mercedes Льюиса Хэмилтона, а гонщик Red Bull Александр Албон стал третьим быстрее всех.
Вторая тренировка прошла без серьёзных инцидентов и завершилась лучшим результатом у Хэмилтона, за ним последовали Боттас и Ландо Норрис из McLaren.
Боттас снова был быстрее всех на третьей тренировке, за ним следуют Карлос Сайнс-младший из McLaren и его товарищ по команде Норрис. Сессия ненадолго была отмечена красным флажком после того, как Даниэль Риккардо остановил свой Renault R.S.20 из-за механической неисправности.
| Сессия | Лидер           | Конструктор | Ш | Время    | Погода          |
| ------ | --------------- | ----------- | - | -------- | --------------- |
| 1      | Валттери Боттас | Mercedes    | P | 1:20,703 | Солнечно. Сухо. |
| 2      | Льюис Хэмилтон  | Mercedes    | P | 1:20,192 | Солнечно. Сухо. |
| 3      | Валлтери Боттас | Mercedes    | P | 1:20,089 | Солнечно. Сухо. |

## Квалификация
Льюис Хэмилтон занял поул-позицию, опередив товарища по команде Mercedes Валттери Боттаса на 0,069 секунды. Время круга Хэмилтона 1:18,887 — это самый быстрый круг Формулы-1 в истории со средней скоростью 264,362 км/ч. Карлос Сайнс-младший из McLaren занял третье место, а Серхио Перес из команды Racing Point — четвёртое. Макс Ферстаппен был пятым на своем Red Bull, за ним следует Ландо Норрис. Остальную десятку лучших составили гонщик Renault Даниэль Риккардо, Лэнс Стролл, Александр Албон и Пьер Гасли на AlphaTauri. Даниил Квят финишировал 11-м, Эстебан Окон — 12-м, а Шарль Леклер — 13-м в составе Ferrari. Кими Райкконен из Alfa Romeo стал 14-м, а Кевин Магнуссен — 15-м из команды Haas. В первой части квалификации выбыли Ромен Грожан, Себастьян Феттель, Антонио Джовинацци и оба гонщика Williams. Финальная часть К1 ознаменовалась тем, что многочисленные машины начали свой последний круг на близком расстоянии, мешая друг другу.
| Место                                           | №  | Гонщик             | Конструктор           | Часть 1  | Часть 2  | Часть 3  | Старт |
| ----------------------------------------------- | -- | ------------------ | --------------------- | -------- | -------- | -------- | ----- |
| 1                                               | 44 | Льюис Хэмилтон     | Mercedes              | 1:19,514 | 1:19,092 | 1:18,887 | 1     |
| 2                                               | 77 | Валттери Боттас    | Mercedes              | 1:19,786 | 1:18,952 | 1:18,956 | 2     |
| 3                                               | 55 | Карлос Сайнс (мл.) | McLaren-Renault       | 1:20,099 | 1:19,705 | 1:19,695 | 3     |
| 4                                               | 11 | Серхио Перес       | Racing Point-Mercedes | 1:20,048 | 1:19,718 | 1:19,720 | 4     |
| 5                                               | 33 | Макс Ферстаппен    | Red Bull-Honda        | 1:20,193 | 1:19,780 | 1:19,795 | 5     |
| 6                                               | 4  | Ландо Норрис       | McLaren-Renault       | 1:20,344 | 1:19,962 | 1:19,820 | 6     |
| 7                                               | 3  | Даниэль Риккардо   | Renault               | 1:20,548 | 1:20,031 | 1:19,864 | 7     |
| 8                                               | 18 | Лэнс Стролл        | Racing Point-Mercedes | 1:20,400 | 1:19,924 | 1:20,049 | 8     |
| 9                                               | 23 | Александр Албон    | Red Bull-Honda        | 1:21,104 | 1:20,064 | 1:20,090 | 9     |
| 10                                              | 10 | Пьер Гасли         | AlphaTauri-Honda      | 1:20,145 | 1:19,909 | 1:20,177 | 10    |
|                                                 |    |                    |                       |          |          |          |       |
| 11                                              | 26 | Даниил Квят        | AlphaTauri-Honda      | 1:20,307 | 1:20,169 |          | 11    |
| 12                                              | 31 | Эстебан Окон       | Renault               | 1:20,747 | 1:20,234 |          | 12    |
| 13                                              | 16 | Шарль Леклер       | Ferrari               | 1:20,443 | 1:20,273 |          | 13    |
| 14                                              | 7  | Кими Райкконен     | Alfa Romeo-Ferrari    | 1:21,010 | 1:20,926 |          | 14    |
| 15                                              | 20 | Кевин Магнуссен    | Haas-Ferrari          | 1:20,869 | 1:21,573 |          | 15    |
|                                                 |    |                    |                       |          |          |          |       |
| 16                                              | 8  | Ромен Грожан       | Haas-Ferrari          | 1:21,139 |          |          | 16    |
| 17                                              | 5  | Себастьян Феттель  | Ferrari               | 1:21,151 |          |          | 17    |
| 18                                              | 99 | Антонио Джовинацци | Alfa Romeo-Ferrari    | 1:21,206 |          |          | 18    |
| 19                                              | 63 | Джордж Расселл     | Williams-Mercedes     | 1:21,587 |          |          | 19    |
| 20                                              | 6  | Николас Латифи     | Williams-Mercedes     | 1:21,717 |          |          | 20    |
| 107 % от времени лидера первой сессии: 1:25,079 |    |                    |                       |          |          |          |       |
| Источники:                                      |    |                    |                       |          |          |          |       |

## Гонка
Льюис Хэмилтон успешно сохранил лидирующую позицию на старте, в то время как его товарищ по команде Валттери Боттас постепенно опустился на шестое место на первых двух кругах, сообщая о проблемах с машиной. Карлос Сайнс быстро оторвался и вывел Вальтерри Боттаса со старта, заняв второе место. Гонщик McLaren продолжил движение к машинам позади. Во время шестого круга левый задний тормоз SF1000 Себастьяна Феттеля перегрелся до такой степени, что тормозной узел загорелся, а затем распался и вылетел из машины в начале седьмого круга. Это привело к тому, что Феттель пропустил пару поворотов (в процессе он пробил полистирольные коробки указателей поворота из шиканы на первом повороте) перед тем, как заехать в боксы и сойти с дистанции.
На 18 круге у Haas Кевина Магнуссена отказал силовой агрегат, и его машина застряла у въезда на пит-лейн. В конце следующего круга Пьер Гасли решил сделать свой пит-стоп. Вскоре после этого была задействована машина безопасности, и пит-лейн был закрыт, чтобы маршалы могли безопасно удалить застрявший Haas с трассы. И Хэмилтон, и Антонио Джовинацци сделали пит-стоп вскоре после того, как была задействована машина безопасности, несмотря на то, что пит-лейн был закрыт. Им обоим были даны 10-секундные штрафы за это нарушение. Когда через два круга пит-лейн снова открылся, большая часть поля вышла на пит-стоп. Это позволило Гасли занять третье место после Хэмилтона и Лэнса Стролла, единственного гонщика, который не остановился. Автомобиль безопасности был отозван в конце следующего круга, что позволило возобновить нормальные условия гонки на 24-м круге. Хэмилтон удержал лидерство, опередив Стролла и Гасли. Шарль Леклер сильно разбился после перезапуска в повороте Параболика, когда автомобиль потерял заднюю часть, попал в гравийную ловушку и столкнулся с барьером, значительно повредив шинные барьеры и свою машину. Первоначально была задействована машина безопасности, но вскоре после этого были выведены красные флажки, чтобы приостановить гонку, чтобы можно было отремонтировать шинные ограждения.
Позже гонка возобновилась рестартом с места на 28-м круге. Стролл ушёл широко на четвёртом повороте, опустившись на пятое место в процессе, а Гасли занял второе место. Хэмилтон отбыл штрафной в конце круга, в то время как Джовинацци отбыл свой штраф на один круг позже, опустившись в конец. Это позволило Гасли лидировать в гонке, опередив Кими Райкконена и Карлоса Сайнса-младшего. В следующие 25 кругов Гасли удерживал Райкконена, который постепенно вернулся к возможному финишу на 13-м месте, и Сайнса, удерживая первое место. Тем временем Стролл боролся за третье место, чтобы занять подиум.
Все гонщики на подиуме заняли свои вторые подиумы в своей карьере, причем Гасли одержал свою первую победу в Формуле-1 и дал AlphaTauri первую победу в качестве конструктора и вторую победу в команде, за 12 лет с тех пор, как Феттель выиграл Гран-при Италии 2008 года, когда команда была известный как Toro Rosso. Победа Гасли стала первой для французского гонщика в Формуле-1 после Оливье Паниса на Гран-при Монако 1996 года и победой в 80-й гонке чемпионата мира F1 для французского гонщика в целом. Победа также сделала Honda первым производителем двигателей, выигравшим с двумя разными командами в эпоху турбо-гибридных двигателей V6. В результате впервые после Гран-при Венгрии 2012 года Ferrari, Mercedes и Red Bull не смогли подняться на подиум. Кроме того, впервые с тех пор, как Райкконен выиграл Гран-при Австралии 2013 года, выступая за Lotus, победитель гонки не ездил за Ferrari, Mercedes или Red Bull.
Поскольку Клэр и Фрэнк Уильямс прекратили своё участие в команде Williams после этого Гран-при, весь паддок отдавал дань уважения паре, в том числе это сделали гонщики Williams Джордж Рассел и Николас Латифи, когда они пересекали финишную прямую.
| Место                                                                      | С  | +/- | №  | Гонщик             | Конструктор           | Ш | Круги | Время/причина схода   | Скорость | Пит | Типы шин | О   |
| -------------------------------------------------------------------------- | -- | --- | -- | ------------------ | --------------------- | - | ----- | --------------------- | -------- | --- | -------- | --- |
| 1                                                                          | 10 | ▲9  | 10 | Пьер Гасли         | AlphaTauri-Honda      | P | 53    | 1:47:06,056           | 171,830  | 2   | SHM      | 25  |
| 2                                                                          | 3  | ▲1  | 55 | Карлос Сайнс (мл.) | McLaren-Renault       | P | 53    | +0,415                | 171,819  | 2   | SM       | 18  |
| 3                                                                          | 8  | ▲5  | 18 | Лэнс Стролл        | Racing Point-Mercedes | P | 53    | +3,358                | 171,740  | 1   | SM       | 15  |
| 4                                                                          | 6  | ▲2  | 4  | Ландо Норрис       | McLaren-Renault       | P | 53    | +6,000                | 171,670  | 2   | SM       | 12  |
| 5                                                                          | 2  | ▼3  | 77 | Валттери Боттас    | Mercedes              | P | 53    | +7,108                | 171,640  | 2   | SM       | 10  |
| 6                                                                          | 7  | ▲1  | 3  | Даниэль Риккардо   | Renault               | P | 53    | +8,391                | 171,606  | 2   | SM       | 8   |
| 7                                                                          | 1  | ▼6  | 44 | Льюис Хэмилтон     | Mercedes              | P | 53    | +17,245               | 171,370  | 3   | SMH      | 6+1 |
| 8                                                                          | 12 | ▲4  | 31 | Эстебан Окон       | Renault               | P | 53    | +18,691               | 171,332  | 2   | SMS      | 4   |
| 9                                                                          | 11 | ▲2  | 26 | Даниил Квят        | AlphaTauri-Honda      | P | 53    | +22,208               | 171,238  | 2   | HM       | 2   |
| 10                                                                         | 4  | ▼6  | 11 | Серхио Перес       | Racing Point-Mercedes | P | 53    | +23,224               | 171,211  | 2   | SM       | 1   |
| 11                                                                         | 20 | ▲9  | 6  | Николас Латифи     | Williams-Mercedes     | P | 53    | +32,876               | 170,955  | 2   | MHM      |     |
| 12                                                                         | 16 | ▲4  | 8  | Ромен Грожан       | Haas-Ferrari          | P | 53    | +35,164               | 170,895  | 2   | MH       |     |
| 13                                                                         | 14 | ▲1  | 7  | Кими Райкконен     | Alfa Romeo-Ferrari    | P | 53    | +36,312               | 170,864  | 2   | MHS      |     |
| 14                                                                         | 19 | ▲5  | 63 | Джордж Расселл     | Williams-Mercedes     | P | 53    | +36,593               | 170,857  | 2   | MHM      |     |
| 15                                                                         | 9  | ▼6  | 23 | Александр Албон    | Red Bull-Honda        | P | 53    | +37,533               | 170,832  | 2   | SMH      |     |
| 16                                                                         | 18 | ▲2  | 99 | Антонио Джовинацци | Alfa Romeo-Ferrari    | P | 53    | +55,199               | 170,367  | 3   | MHS      |     |
| Сход                                                                       | 5  | ▼12 | 33 | Макс Ферстаппен    | Red Bull-Honda        | P | 30    | Силовая установка     | —        | 2   | SM       |     |
| Сход                                                                       | 13 | ▼5  | 16 | Шарль Леклер       | Ferrari               | P | 23    | Авария                | —        | 1   | SH       |     |
| Сход                                                                       | 15 | ▼4  | 20 | Кевин Магнуссен    | Haas-Ferrari          | P | 17    | Механические проблемы | —        | 1   | MH       |     |
| Сход                                                                       | 17 | ▼3  | 5  | Себастьян Феттель  | Ferrari               | P | 6     | Тормоза               | —        | 0   | H        |     |
| Быстрый круг: Льюис Хэмилтон ( Mercedes) — 1:22,746, поставлен на 34 круге |    |     |    |                    |                       |   |       |                       |          |     |          |     |
| Источники:                                                                 |    |     |    |                    |                       |   |       |                       |          |     |          |     |

## Положение в чемпионате после Гран-при
| Место     | +/-  | Гонщик             | Очки |
| --------- | ---- | ------------------ | ---- |
| 1         | ▬    | Льюис Хэмилтон     | 164  |
| 2         | ▲ +1 | Валттери Боттас    | 117  |
| 3         | ▼ −1 | Макс Ферстаппен    | 110  |
| 4         | ▲ +1 | Ландо Норрис       | 57   |
| 4         | ▲ +3 | Лэнс Стролл        | 57   |
| 6         | ▬    | Александр Албон    | 48   |
| 7         | ▼ −2 | Шарль Леклер       | 45   |
| 8         | ▲ +4 | Пьер Гасли         | 43   |
| 9         | ▲ +2 | Карлос Сайнс (мл.) | 41   |
| 9         | ▼ −1 | Даниэль Риккардо   | 41   |
| 11        | ▼ −3 | Серхио Перес       | 34   |
| 12        | ▼ −2 | Эстебан Окон       | 30   |
| 13        | ▬    | Себастьян Феттель  | 16   |
| 14        | ▬    | Нико Хюлькенберг   | 6    |
| 15        | ▲ +1 | Даниил Квят        | 4    |
| 16        | ▼ −1 | Антонио Джовинацци | 2    |
| 17        | ▬    | Кевин Магнуссен    | 1    |
| 18        | ▬    | Кими Райкконен     | 0    |
| 19        | ▬    | Николас Латифи     | 0    |
| 20        | ▬    | Джордж Расселл     | 0    |
| 21        | ▬    | Ромен Грожан       | 0    |
| Источник: |      |                    |      |

| Место     | +/-  | Конструктор           | Очки |
| --------- | ---- | --------------------- | ---- |
| 1         | ▬    | Mercedes              | 281  |
| 2         | ▬    | Red Bull-Honda        | 158  |
| 3         | ▬    | McLaren-Renault       | 98   |
| 4         | ▬    | Racing Point-Mercedes | 82   |
| 5         | ▲ +1 | Renault               | 71   |
| 6         | ▼ −1 | Ferrari               | 61   |
| 7         | ▬    | AlphaTauri-Honda      | 47   |
| 8         | ▬    | Alfa Romeo-Ferrari    | 2    |
| 9         | ▬    | Haas-Ferrari          | 1    |
| 10        | ▬    | Williams-Mercedes     | 0    |
| Источник: |      |                       |      |